# Micronique Hector XT
Micronique Hector XT (Hector XT) је професионални рачунар фирме Micronique који је почео да се производи у Француској током 1985. године.
Користио је Intel 8088 микропроцесорску јединицу а RAM меморија рачунара је имала капацитет од 640 KB на плочи. 
Као оперативни систем кориштен је MS DOS.

## Детаљни подаци
Детаљнији подаци о рачунару Hector XT су дати у табели испод.
|                       |                                                                        |
| [ 1 ]                 |                                                                        |
| Произвођач            |                                                                        |
| Тип                   | професионални рачунар                                                  |
| Меморија              | 640 на плочи                                                           |
| Поријекло             | Француска                                                              |
| Година                | 1985                                                                   |
| Тастатура             | Пуни помак 84 тастера са нумеричком тастатуром и функцијским тастерима |
| Процесор              |                                                                        |
| Фреквенција процесора | 4,77 или 8                                                             |
| RAM                   | 640 на плочи                                                           |
| ROM                   | 16 KB                                                                  |
| Текст                 | 80 x 24 / 40 x 24                                                      |
| Графика               | CGA модови: 320 x 200 / 640 x 200                                      |
| Боја                  | 16                                                                     |
| Звук                  | генератор тона                                                         |
| Димензије             | непознато                                                              |
| Портови               |                                                                        |
| Оперативни систем     |                                                                        |